# Nosate
Nosate ist eine italienische Gemeinde mit 643 Einwohnern (Stand 31. Dezember 2023) in der Metropolitanstadt Mailand, Region Lombardei.
Die Nachbarorte von Nosate sind Lonate Pozzolo (VA), Bellinzago Novarese (NO), Castano Primo und Cameri (NO).

## Bevölkerungsentwicklung
Nosate zählt 286 Privathaushalte. Zwischen 1991 und 2001 stieg die Einwohnerzahl von 612 auf 638. Dies entspricht einem prozentualen Zuwachs von 4,2 %.